# جمعية الكشافة والمرشدات العراقية
جمعية الكشافة والمرشدات العراقية تعتبر العراق واحدا من الدول العربية التي تحتضن الحركة الكشفية، وإطلاق برنامجها في عام 1921، بعد عامين فقط من عصبة الأمم قد خلقت البلاد من الإمبراطورية العثمانية القديمة. وكان العراق عضوا في المنظمة العالمية للحركة الكشفية 1922-1940، ومرة أخرى 1956-1999.

## روابط خارجية
- Newsarticle
- Iraqi Provisional Government article
- Green Zone Council